# 石村洞古墳群
石村洞古墳群（せきそんどうこふんぐん/ソクチョンドンゴブングン、朝: 서울 석촌동 고분군）は、大韓民国（韓国）ソウル特別市松坡区石村洞にある三国時代百済前期の古墳群。大韓民国指定史跡第243号に指定されている（指定名称は「서울석촌동고분군（서울石村洞古墳群）」）。

## 概要
朝鮮半島中央部、ソウル特別市南東部の漢江南岸に位置する古墳群である。百済が漢山城（漢城）にあった時代の古墳で、百済の王族・貴族の墓と推定される。漢山城の遺構と見られる風納土城・夢村土城からは、それぞれ南西に約2.8キロメートル・約2キロメートルの距離にある。古墳群は1974年・1983年・1984年・1986年・1987年にソウル大学校博物館により発掘調査がなされている。
1917年の地図によると、石村洞古墳群には約290基の墓があると見えるが、一帯は1970年から1980年代に都市開発を受けたため、ほとんどが消滅し現在8基を残すのみとなっている。古墳の形態は、概ね積石塚（石塚）と墳丘土壙墓（土塚）に分かれ、戦前の調査では石塚66基・土塚23基があったという。そのうち主となる積石塚は、基礎となる墳丘の上に割石・板石を積み上げる方式を採っているが、積石のみからなる形式（3号墳）と積石内部に土を充填する形式（4号墳など）がある。このような基壇式積石塚は高句麗地域で知られるため、百済の建国勢力が高句麗から南下したという文献情報と一致するとされる（ただし文献とは時期に大幅なずれがある）。ただし古墳自体は高句麗式とは相違が見られるため、「百済式積石塚」とも称される。このうち特に3号墳は約50メートル四方と最大規模を誇る。これらの古墳群からは中国東晋の陶磁器も出土し、当時の中国南朝・百済間の交流の様子が象徴されている。
古墳群は、1975年5月27日に「石村洞百済初期積石塚」として大韓民国指定史跡第243号に指定された。その後2011年7月28日、指定名称は「ソウル石村洞古墳群」に変更されている。

## 一覧
1号墳
双墓で、古墳2基が南北に並ぶ。北墓は3世紀中頃、南墓は3世紀末-4世紀初頭の築造と推定される。内部・周囲からは百済時代の土器・瓦・金製耳飾が見つかっている。
2号墳
- 形態：方形階段式積石塚（3段）

築造当初より墳丘表面を石で覆って作られたと見られる。

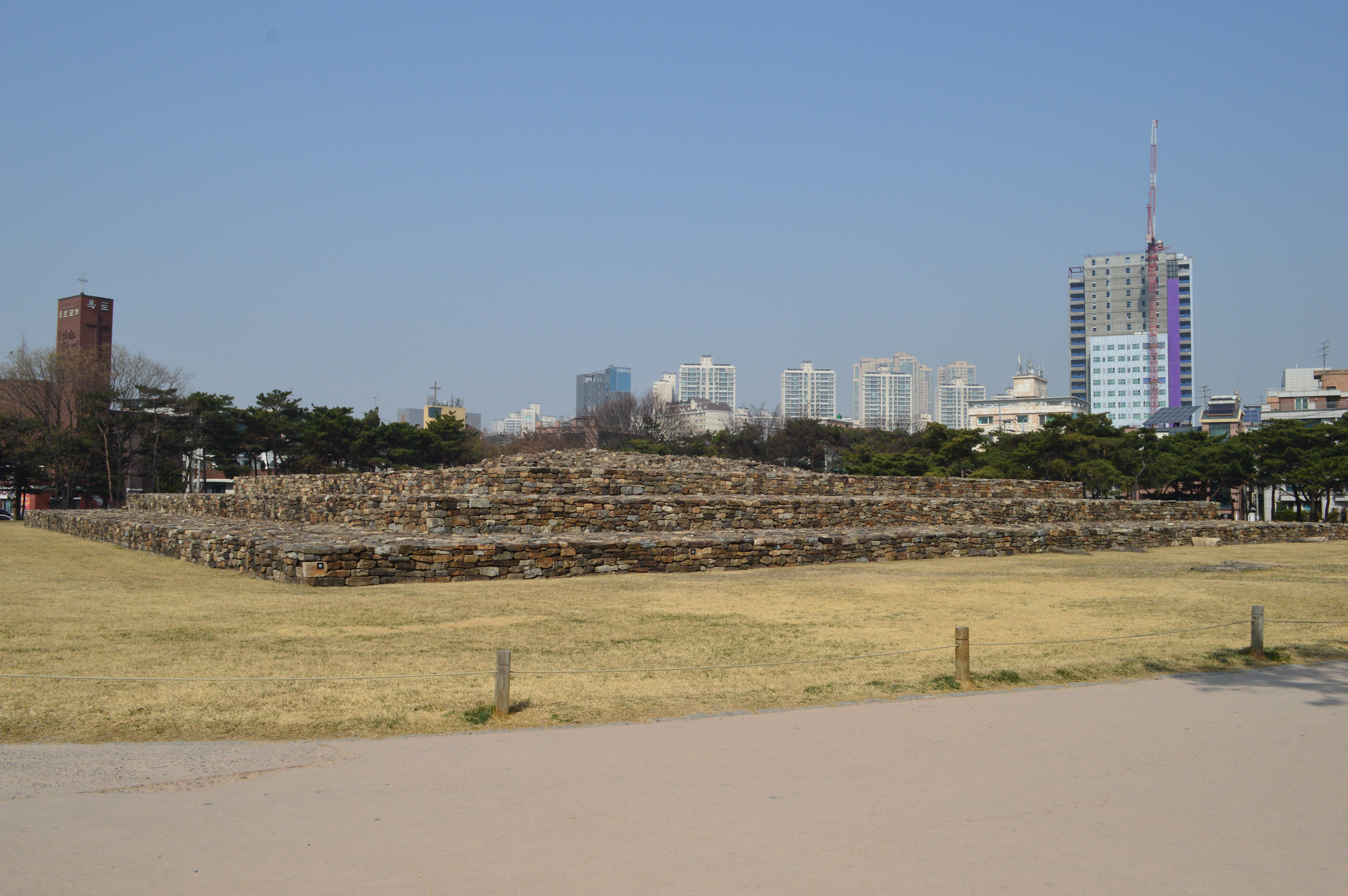
3号墳
- 形態：方形階段式積石塚（3段以上）
- 規模：東西50.8メートル、南北48.4メートル、推定高さ4.5メートル以上

古墳群中最大規模の階段式積石塚で、墳丘全体が石で覆われ、3段以上に築かれている（3段目以上は崩壊しており総数は不明）。墓上に民家が築かれていた関係で、埋葬施設は大きく損なわれている。古墳周囲からは中国東晋の陶器片、金製装飾、百済土器片が見つかっている。
この古墳は当時の百済王陵と推測され、百済第13代王の近肖古王の墓に比定する説がある。
4号墳
- 形態：方形階段式積石塚（3段）
- 規模：一辺17メートル

階段式積石塚であるが、本来の墳丘に後から石で覆ったと見られる。古墳からは煉瓦片・土器片・瓦片が見つかっている。
5号墳
- 形態：円形封土墓
- 規模：直径17メートル、高さ3メートル

古墳群中で保存状態が最も良いため、発掘調査では封土のみが調査されている。土を盛り上げた上を葺石で覆い、その上にさらに薄く土で覆うという葺石封土墳の形態を採っている。このような葺石封土墳は可楽洞古墳群でも知られるが、そちらでは古墳中に複数の木郭・甕棺が埋葬されており、本古墳でも同様の形態が想定される。
第2号土壙墓
本来は北方10メートルの位置にあった。
第3号土壙墓
長さ2.08メートル。
内円外方形積石塚（A号積石塚）
- 形態：（推定）方形階段式積石塚
- 規模：一辺16メートル

破壊を受けているため詳細は明らかでないが、階段式積石塚と推定され、その内側に直径11.4メートルの封土を有する。
なお近年の調査では、以上のほかにも積石塚が新たに発見されている。

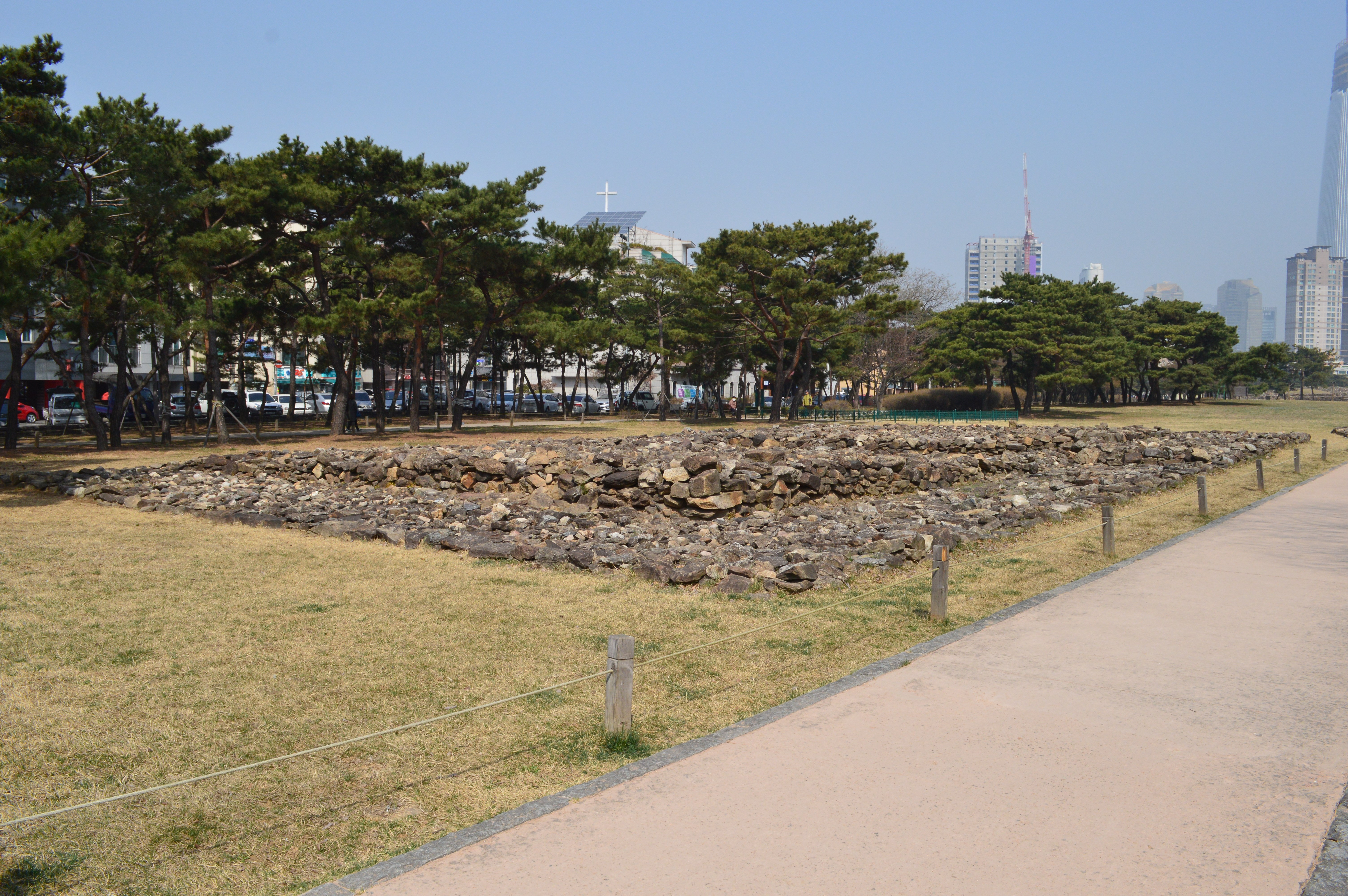
1号墳
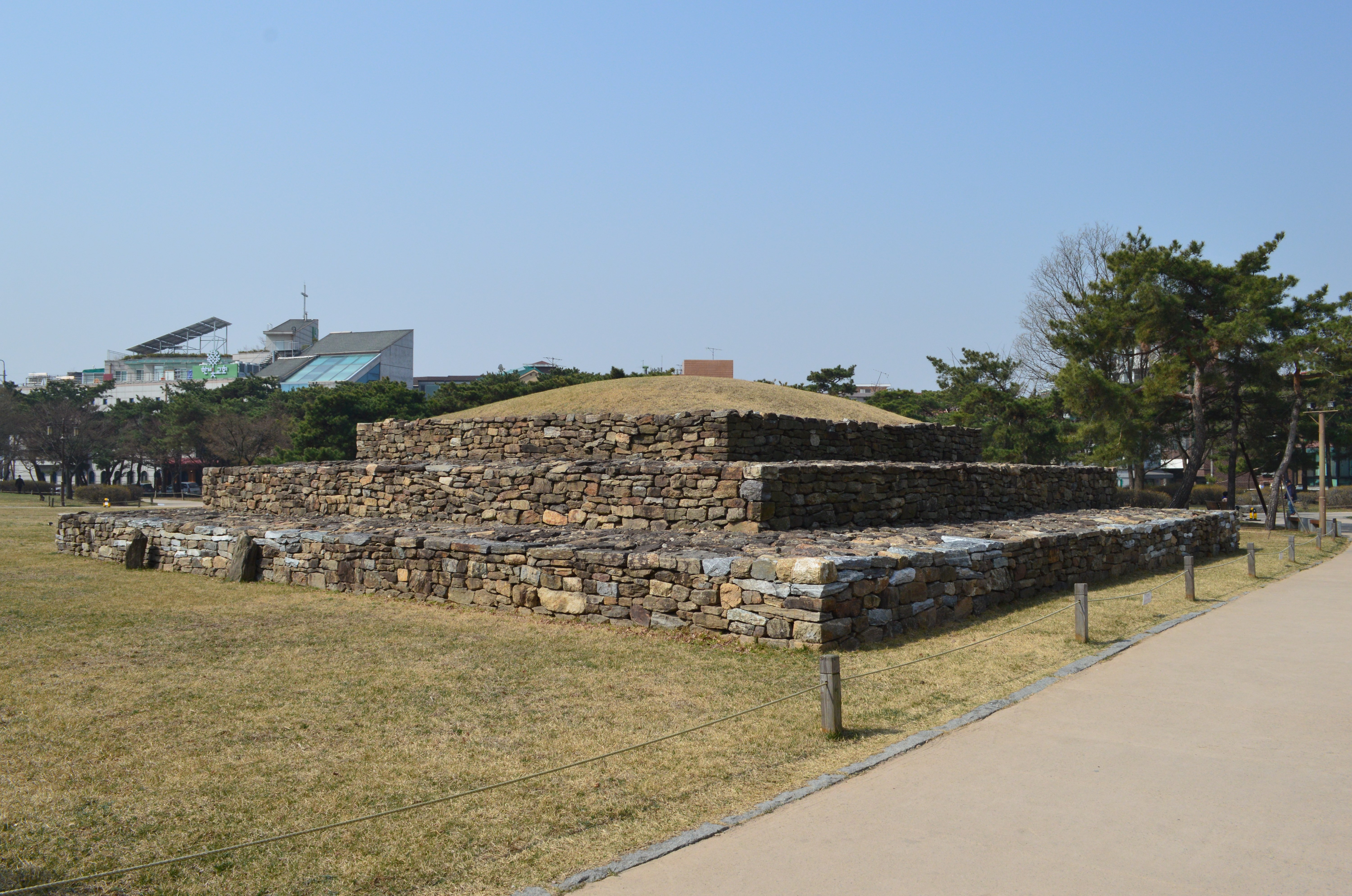
2号墳
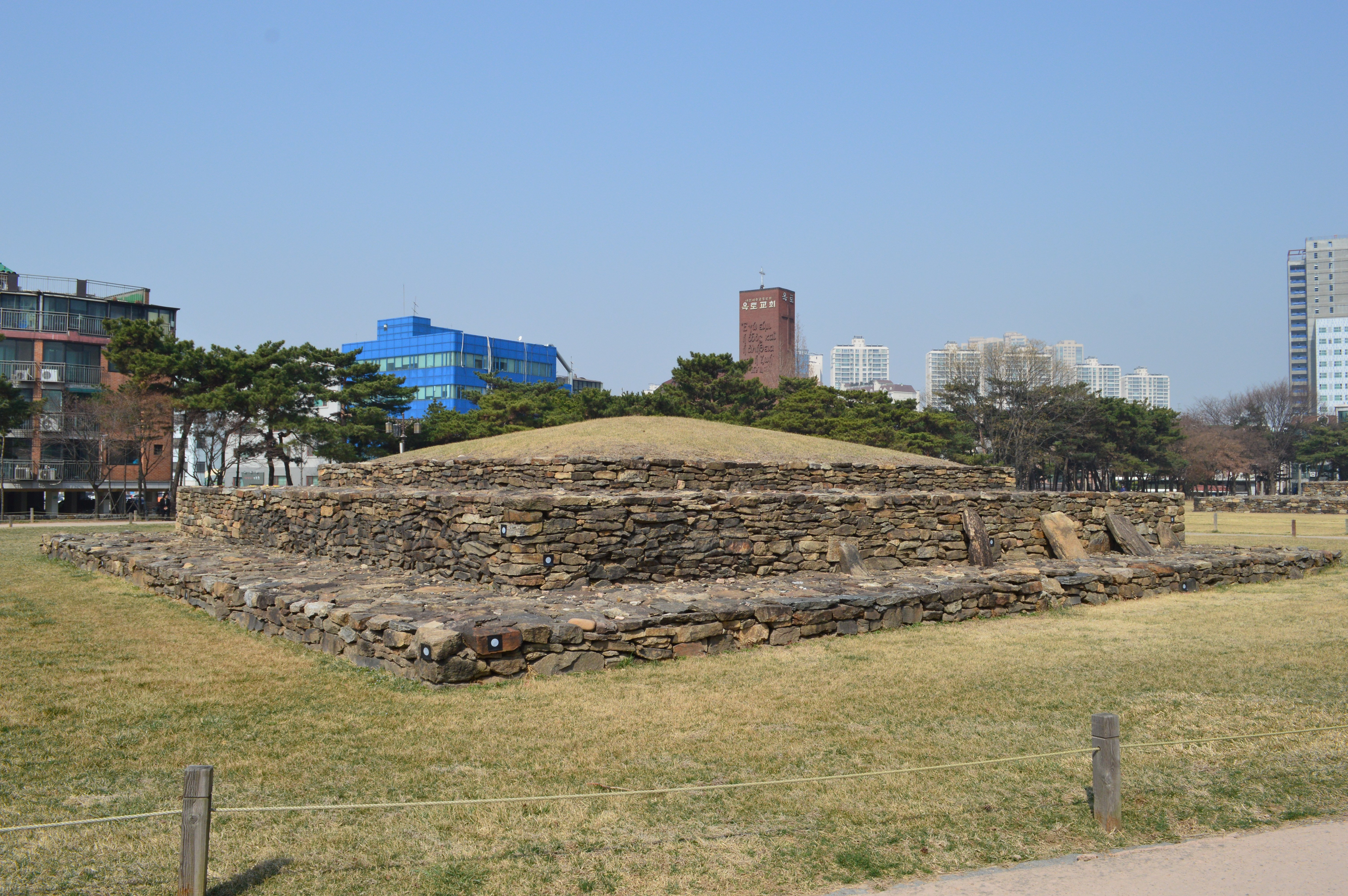
4号墳
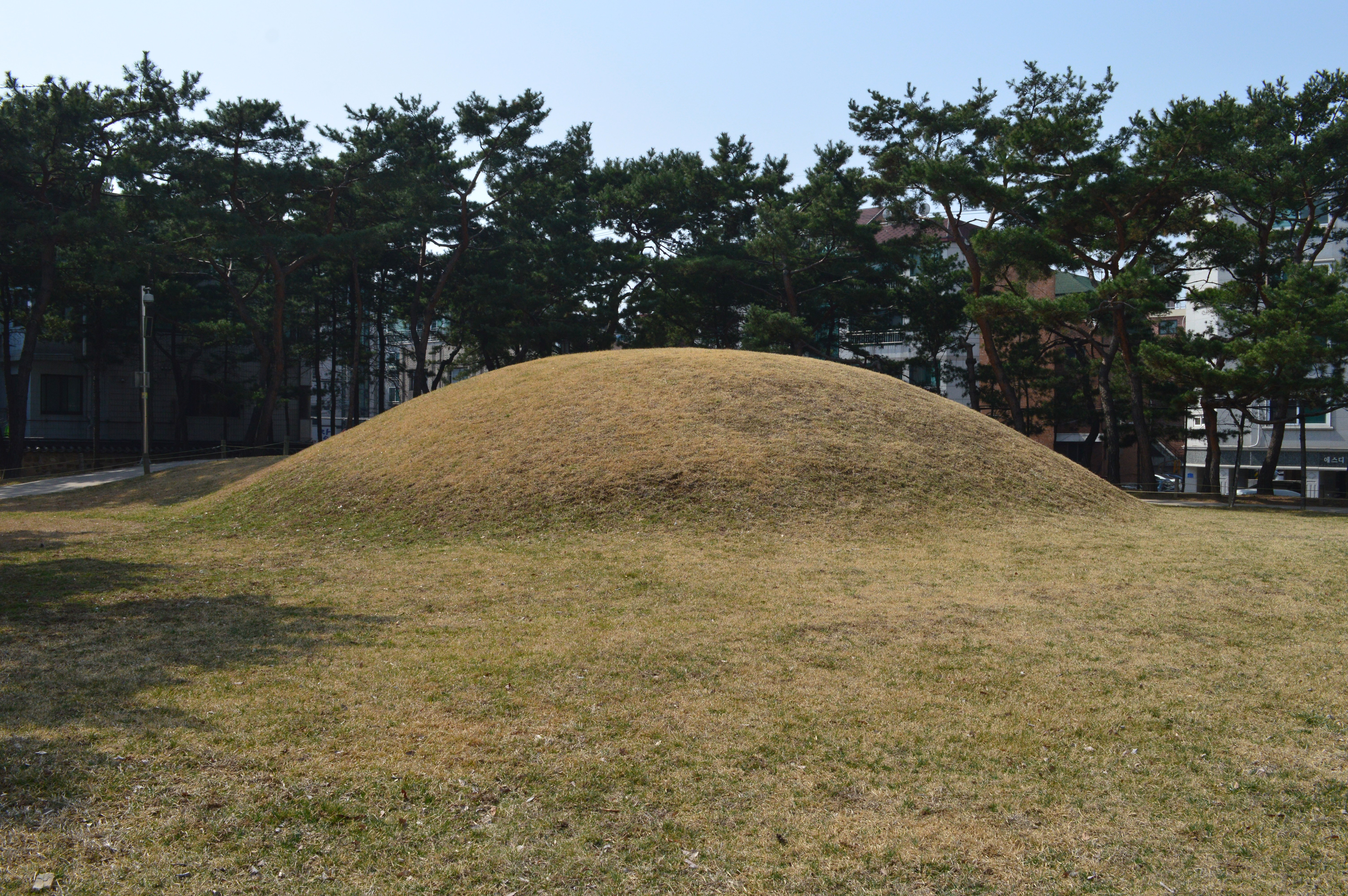
5号墳
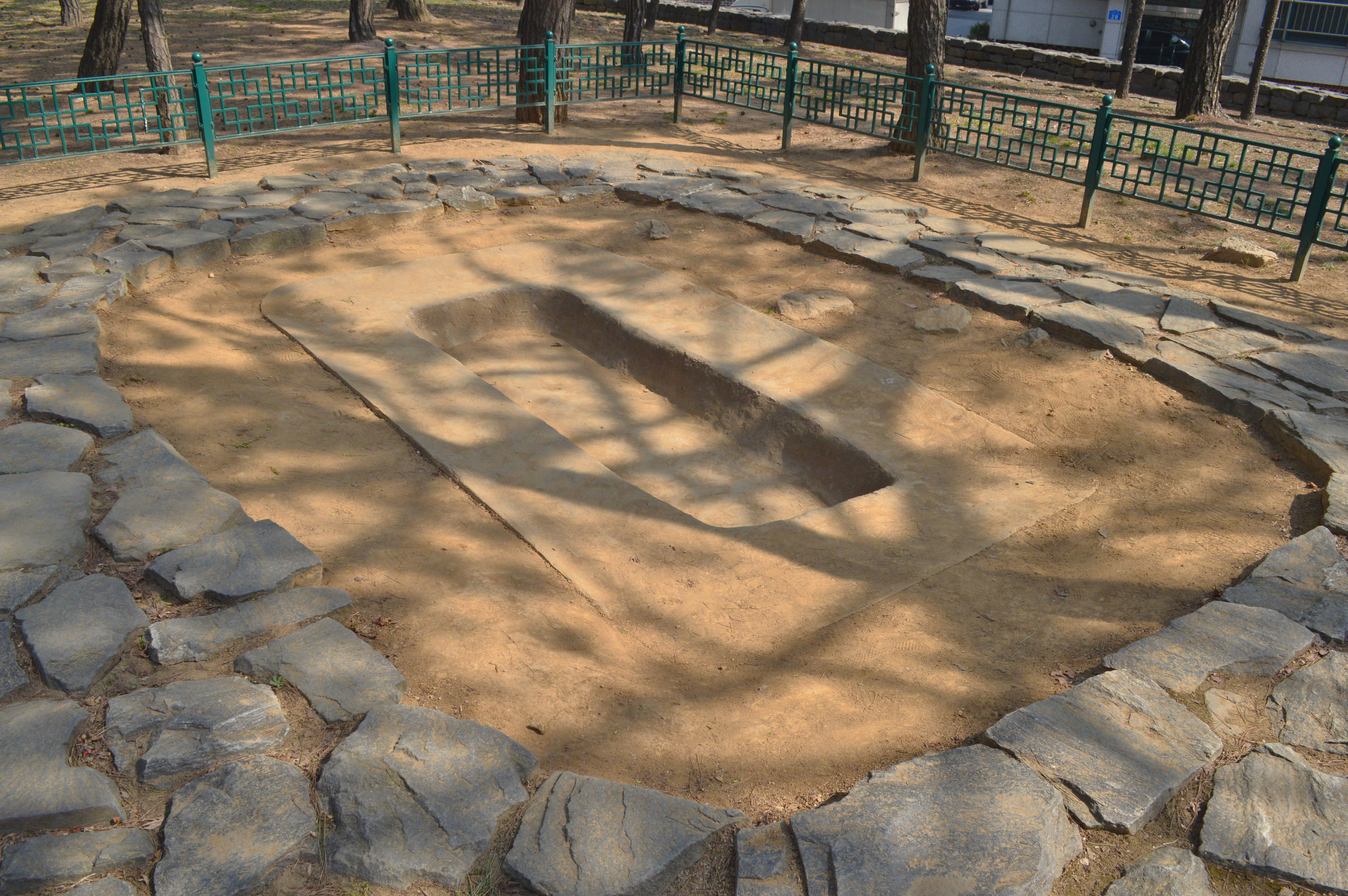
第2号土壙墓
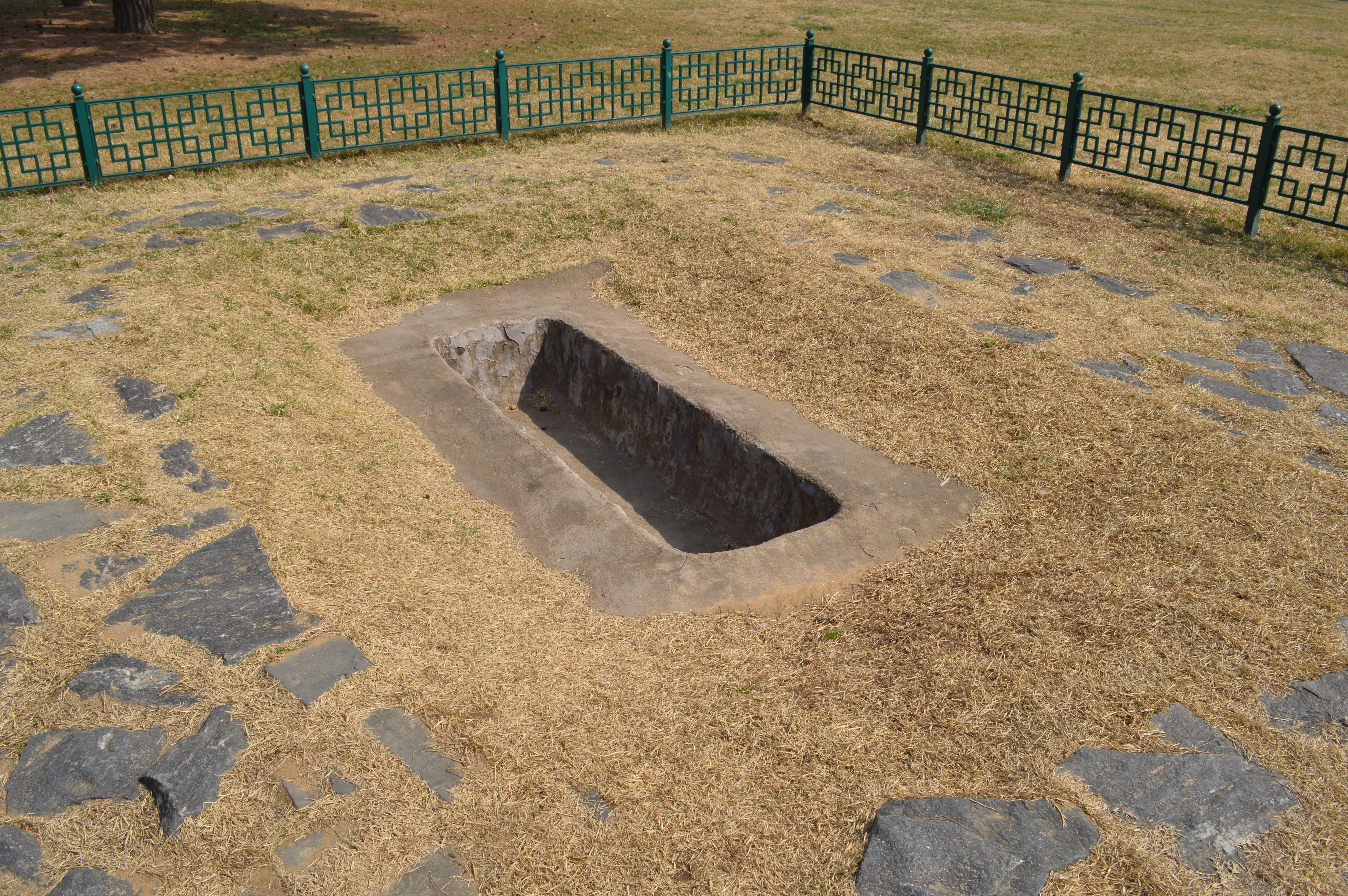
第3号土壙墓
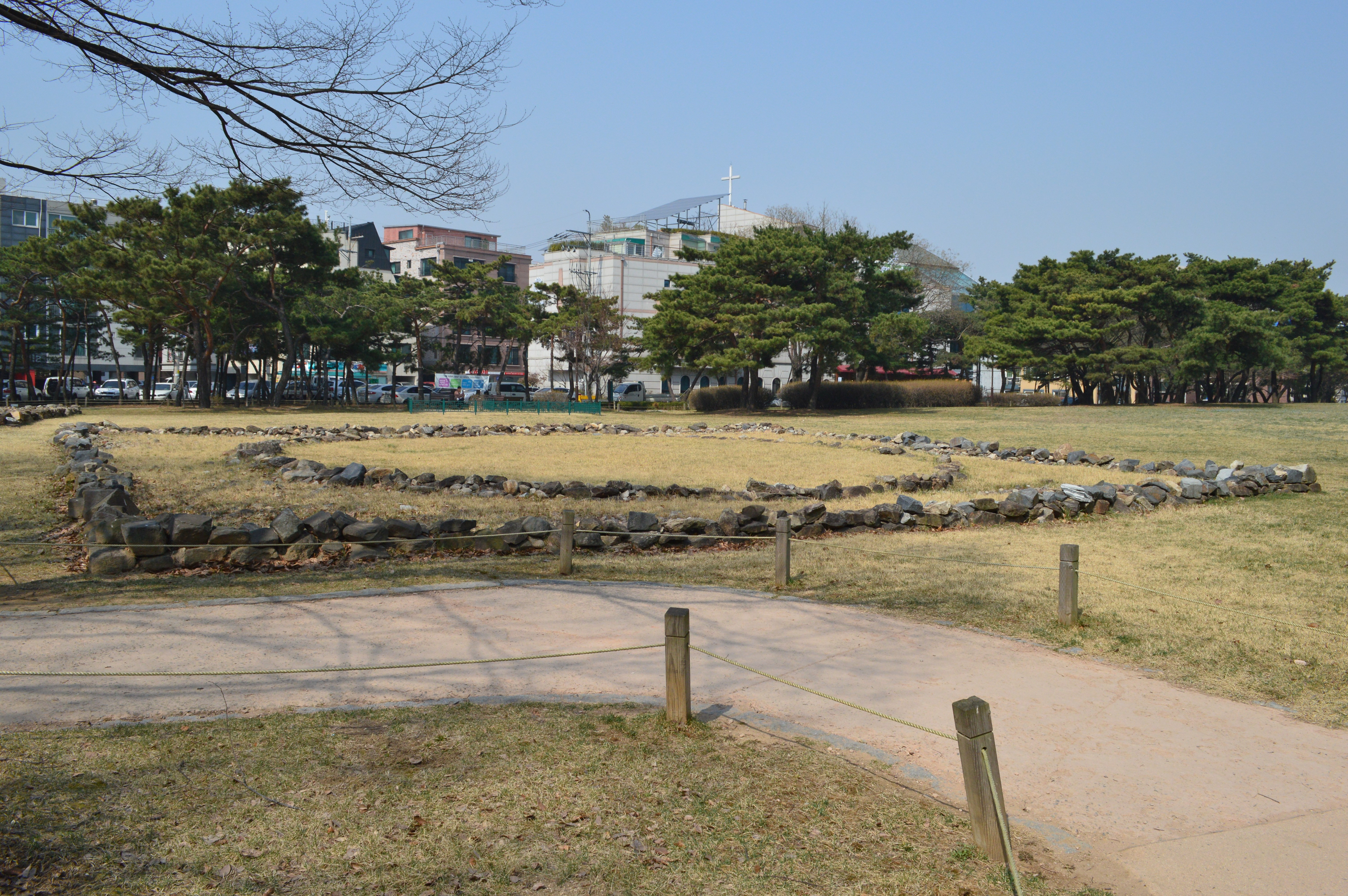
内円外方形積石塚（A号積石塚）

## 現地情報
交通アクセス
- 地下鉄：ソウル交通公社8号線 石村駅 （6番または7番出口から西へ徒歩約1分）

周辺
- 漢城百済博物館
- 風納土城 - 百済前期の都城推定地の1つ。
- 夢村土城 - 百済前期の都城推定地の1つ。
- 可楽洞古墳群 - 百済時代の古墳群。
- 芳荑洞古墳群 - 百済時代とする説があったが、現在は6世紀後半以降の新羅時代古墳と推測される。